# Demoniac
I Demoniac sono stati un gruppo musicale black/power metal neozelandese. Il loro stile particolare viene spesso indicato come "blackened power metal".

## Storia
La band venne fondata nel 1993 a Wellington, dopo lo scioglimento del gruppo death metal Karnage, da due membri di esso, il chitarrista Sam Totman e il batterista Steve Francis, insieme ad un loro amico, il bassista e cantante Lindsay Dawson. Per un breve periodo di tempo partecipò alle prove come cantante Mark Hamill, conosciuto come "Hideebeast", che tuttavia fu cacciato dopo poco tempo. Fin dagli inizi la band si esibì sfruttando vari elementi tipici del black metal, ad esempio il corpse paint e degli pseudonimi tipici di questo genere musicale (ad esempio, per l'intera attività del gruppo Dawson e Totman si firmarono, rispettivamente, "Behemoth" e "Heimdall"); Francis, Setinc e Harper sono stati gli unici membri di ogni formazione a non aver mai adottato uno pseudonimo. Francis lasciò la band nel 1994, poco dopo la realizzazione del secondo demo, The Birth of Diabolic Blood; in sostituzione, la band richiamò l'ex cantante Mark Hamill (che adottò lo pseudonimo "Adramolech"), questa volta in veste di batterista, e reclutò il tastierista The Magus, entrambi uscenti dagli Head Like a Hole. Con questa formazione il gruppo venne scritturato da Evil Omen Records e registrò il suo primo album, Prepare for War, e il singolo Moonblood, entrambi pubblicati nel 1994. Poco dopo The Magus lasciò la band, venendo sostituito da MC Magnus, suo fratello. Questa nuova formazione diede alla luce il secondo full-length, Stormblade, dal sound decisamente più melodico rispetto al precedente lavoro, e contenente alcune canzoni incentrate su temi controversi (ad esempio il nazionalismo bianco) rispetto al resto della produzione della band.
Poco dopo la pubblicazione di Stormblade, la band cambiò etichetta, firmando per la francese Osmose Productions. Questo spostò la sede della band in Europa. Nel corso del 1996 si esibirono in numerosi spettacoli in tutta l'Europa occidentale, insieme a band quali Dark Tranquillity, Enslaved e molte altre. Alla fine di questo lungo tour Hamill e MC Magnus lasciarono la band, non condividendo la volontà di Dawson e Totman di restare in Inghilterra; Hamill venne sostituito da James Jude, che adottò lo pseudonimo "FreekN"; Magnus non venne sostituito (le tastiere da allora vennero eseguite da Totman, e solo dal vivo).
Nel luglio 1998 entrò nelle file del gruppo il chitarrista cinese Herman Li (pseudonimo "Shred") e il batterista Matej Satanc, quest'ultimo in sostituzione di Jude. Da allora il sound della band si indirizzò sempre più verso lo speed/power metal, abbandonando gradualmente il sound e le ideologie black che fino ad allora l'avevano caratterizzata. Nel gennaio 1999 il gruppo tornò in sala di registrazione per il terzo album, The Fire and the Wind, pubblicato pochi mesi dopo. La sua distribuzione venne tuttavia bloccata quasi subito a causa della copertina (una foto in bianco e nero raffigurante il cantante Dawson nell'atto di bere e avere un rapporto sessuale); poco dopo venne ridistribuito con una cover leggermente differente, ma molto censurata. A breve distanza venne pubblicato l'EP Demons of the Night.
Poco dopo la pubblicazione di Demons of the Night, la band decise di ingaggiare un nuovo bassista per dare a Dawson maggiore libertà durante i concerti; Diccon Harper (precedentemente nei Voice of Destruction) entrò così nelle file dei Demoniac, suonando il basso al posto di Dawson (che quindi si concentrò esclusivamente sul canto). La band comunque si sciolse di lì a poco. Totman e Li fondarono i DragonHeart (poi rinominati DragonForce), la cui primissima formazione era costituita dall'ultima line-up dei Demoniac (con l'eccezione di Dawson) più due membri nuovi, il cantante ZP Theart e il tastierista Steve Williams.
Dawson compare nel terzo album dei DragonForce, Inhuman Rampage, eseguendo i cori in tutti i brani e la voce death in buona parte degli stessi.

## Formazione
- Lindsay "Behemoth" Dawson – voce, basso (1993-1999)
- Sam "Heimdall" Totman – chitarra (1993-1999), tastiere (1996-1999, solo dal vivo)
- Herman "Shred" Li – chitarra (1998-1999)
- Diccon Harper – basso (1999)
- Matej Satanc – batteria (1998-1999)
- Steve Francis – batteria (1993-1994)
- The Magus – tastiere (1994)
- MC Magnus – tastiere (1994-1996)
- Mark "Adramolech" Hamill – voce (1993), batteria (1994-1996)
- James "FreekN" Jude – batteria (1996-1998)

## Discografia

### Album in studio
- 1994 - Prepare for War
- 1996 - Stormblade
- 1999 - The Fire and the Wind

### EP
- 1999 - Demons of the Night

### Demo
- 1993 - Rehearsal '93
- 1994 - The Birth of Diabolic Blood

### Singoli
- 1994 - Moonblood